# Dracaena lancea
Dracaena lancea là một loài thực vật có hoa trong họ Măng tây. Loài này được Thunb. & Dalm. mô tả khoa học đầu tiên năm 1808.